# 583년

## 연호
- 남진(南陳) 태건(太建) 15년 / 지덕(至德) 원년
- 후량(後梁) 천보(天保) 22년
- 수(隋) 개황(開皇) 3년
- 신라(新羅) 홍제(鴻濟) 12년

## 기년
- 남진(南陳) 후주(後主) 원년
- 수(隋) 문제(文帝) 3년
- 신라(新羅) 진평왕(眞平王) 5년
- 고구려(高句麗) 평원왕(平原王) 25년
- 백제(百濟) 위덕왕(威德王) 30년